# Le Chien (pièce de théâtre)
 (novembre 2022).
Il peut être nécessaire de l'améliorer pour respecter le principe de neutralité de point de vue. 

Pour les articles homonymes, voir Le Chien.
Le Chien est une nouvelle d’Éric-Emmanuel Schmitt, appartenant au recueil Les Deux Messieurs de Bruxelles (Albin Michel), paru en octobre 2012, adapté pour la scène au Festival d'Avignon 2016 par Marie-Françoise et Jean-Claude Broche, republié séparément en septembre 2016 par Albin Michel pour accompagner le succès de la version théâtrale.

## Argument
Tout tourne autour d’un secret, celui de Samuel Heymann. Médecin ayant exercé dans un petit village du Hainaut, en Belgique, il est resté poli, efficace et discret toute sa vie, demeurant un inconnu aux yeux des villageois, et même à ceux de sa fille unique. Tout ce qu’on sait de lui, c’est l’intense relation qu’il a depuis 40 ans avec son chien Argos, ou plutôt ses chiens, successifs, des beaucerons qu’il appelle tous Argos.
L’histoire commence quand Samuel Heymann se suicide après la mort accidentelle de son chien. Le narrateur, un écrivain qui possède une maison de campagne au village, est choqué par ce geste puis, stimulé par Miranda, la fille du médecin qui, elle aussi, veut comprendre le secret de son père, va mener l’enquête.
Sa recherche est grandement facilitée par la lettre qu’il reçoit du mort, laquelle lui explique ses silences en remontant à l’origine de son histoire. Juif, adolescent heureux d’une famille belge très unie, Samuel connaît l’arrestation par les nazis, la séparation d’avec les siens, la captivité, le camp de concentration d'Auschwitz. Là, un chien va le sauver et donner aux hommes abîmés dans la folie une magnifique leçon d’humanité...
Mené comme une enquête policière, ce texte parle de la difficile communication entre les humains, de la joie animale, de la vengeance et du pardon.

## Adaptation au théâtre
Créée au Roseau-Théâtre, Festival d'Avignon 2016. Repris à Théâtre Rive Gauche à Paris de septembre 2016 à juin 2017. Retour au Festival d'Avignon en 2017 et reprise à Paris dès septembre 2017.
- Mise en scène : Marie-Françoise Broche et Jean-Claude Broche.
- Le narrateur : Mathieu Barbier.
- Samuel Heymann : Patrice Dehent.

## Éditions
Édition imprimée originale
- Éric-Emmanuel Schmitt, Les Deux Messieurs de Bruxelles, Paris, Albin Michel, 2 novembre 2012, 288 p., 140mm x 205mm (ISBN 2253000701).

Édition imprimée séparément
- Éric-Emmanuel Schmitt, Le Chien, Paris, Albin Michel, octobre 2012, 112 p., 130mm x 200mm (ISBN 2226395938).